# Protogrammus antipodus
Protogrammus antipodus es una especie de peces de la familia Callionymidae en el orden de los Perciformes.

## Morfología
• Los machos pueden llegar alcanzar los 2,1 cm de longitud total y 2,93 las hembras.

## Hábitat
Es un pez de mar y de clima tropical y demersal que vive entre 70-220 m de profundidad.

## Distribución geográfica
Se encuentran en Nueva Caledonia.

## Observaciones
Es inofensivo para los humanos